# Rilettius horridus
Rilettius horridus es una especie de coleóptero de la familia Anthicidae.

## Distribución geográfica
Habita en América.